# Lớp học lật ngược
Lớp học lật ngược hay lớp học đảo ngược là một chiến lược hướng dẫn học tập, và là một kiểu học tập kết hợp đảo ngược môi trường học tập truyền thống bằng cách cung cấp nội dung hướng dẫn học tập, thường là trực tuyến, cho học sinh học tập ngoài giờ học trên giảng đường. Nó di chuyển các hoạt động, bao gồm cả những hoạt động có thể được coi là làm bài tập về nhà, vào trong giảng đường lớp học (trong giờ học). Trong một lớp học lật ngược, học sinh xem các bài giảng trực tuyến, hợp tác trong các cuộc thảo luận trực tuyến hoặc thực hiện nghiên cứu tại nhà, trong khi tại lớp người học đào sâu và vận dụng kiến thức với sự hướng dẫn của một người thầy (giảng viên). "Lớp học lật ngược là một mô hình truyền đạt trong đó các yếu tố bài giảng điển hình và bài tập về nhà được đảo ngược cho nhau. Học sinh (ví dụ như ở nhà) xem các bài giảng video ngắn trước buổi học. Trong khi đó, thời gian trên lớp dành cho các bài tập, đồ án, học sinh hỏi sâu hơn về nội dung bài giảng đã xem và tham gia vào các hoạt động thực hành, đồng thời giảng viên kiểm tra khả năng áp dụng kiến thức của học sinh."
Trong mô hình giảng dạy truyền thống trong lớp học, giáo viên thường là trọng tâm chính của một bài học và là người phổ biến chính thông tin trong suốt thời gian học.
Lớp học lật ngược cố ý chuyển sự hướng dẫn học tập sang mô hình lấy người học làm trung tâm, trong đó thời gian lên lớp được sử dụng để khám phá sâu hơn các chủ đề và tạo ra cơ hội học tập có ý nghĩa. Trong khi học sinh ngay từ đầu đã được giới thiệu trước về các chủ đề mới, lúc còn ở ngoài giảng đường.